# ジェムインダストリーズ
株式会社ジェムインダストリーズ（英: JEM INDUSTRIES CORP.）は、海外輸出事業および輸入事業を主とする貿易商社である。
創業1986年、設立1987年（昭和62年）5月27日、本社は大阪市北区に所在。
主に建築材・半導体パーツ・昇降リフト等の輸出入事業を行い、2013年以降は酒類輸出入卸免許を取得し、酒類（日本酒・ウイスキー・スピリッツ等）の輸出事業に力を入れている。
主な酒類の取扱商品として、日本酒、リキュール、ウイスキー、ジン、ラム酒、ビール、ワインなどがある。
主要取引国は、アメリカ、カナダ、フランス、ドイツ、香港、台湾、中国、フィリピン、シンガポール、マレーシア、オーストラリアなど全世界35ヶ国。

## 沿革
- 1987年 - 輸出事業を主目的として大阪市北区に設立[2]。
- 1988年 - エレベーター関連パーツ、意匠ステンレスの輸出事業を開始。
- 1989年 - ドイツThyssenKrupp(ティッセンクルップ)社製昇降リフトの輸入事業を開始。
- 1993年 - 半導体関連部品の輸出事業を開始。
- 1998年 - 世界一の高層ツインタワー、マレーシアの ペトロナスツインタワー(PETRONAS TWIN TOWERS) へ建材提供。
- 2004年 - 世界一の高層ビル ドバイのブルジュ・ハリファ（BURJ KHALIFA）へ建材提供。
- 2013年 - 酒類輸出事業を開始。酒類輸出入卸免許を取得。
- 2020年 - 企業内プロジェクト「NEWxNEW」を発足。手塚プロダクション、講談社、集英社、円谷プロダクション等と連携したオリジナルのコラボ企画を開始[5]。
- 2021年 - 代表取締役に岡田祐樹が就任。

## メディア
- NHK「ドキュメント72時間」 2019年11月15日放送[6]
- 朝日放送「キャスト」 2020年05月06日放送 [7]
- フジ「めざましテレビ」 2020年09月16日放送 [8]
- TBS「進撃の巨人」 2021年06月17日放送 [9]